# 데니즈 크로즈비
데니즈 크로즈비(Denise Crosby, 1957년 11월 24일 ~ )는 미국의 배우, 모델이다.

## 출연 작품

### 영화
- 엘리미네이터 (1986)
- 재키 브라운 (1997)
- 딥 임팩트 (1998)

### 텔레비전
- 스타 트렉: 더 넥스트 제너레이션 (1987-88, 1990, 1994 / 1991)